# ضيعم

تعديل مصدري - تعديل

ضيعم هي إحدى قرى عزلة أحور بمديرية أحور التابعة لمحافظة أبين، بلغ تعداد سكانها 143 نسمة حسب تعداد اليمن لعام 2004.